# I (album Cilvaringza)
I - debiutancki album studyjny holenderskiego producenta i rapera Cilvaringza przyjaciela Wu-Tang Clan, wydany 12 czerwca 2007 roku, nakładem Babygrande Records.

## Lista utworów
| Nr  | Tytuł utworu                                                                                     | Producent       | Długość |
| --- | ------------------------------------------------------------------------------------------------ | --------------- | ------- |
| 1.  | „Poison Ring Chamber (Intro)”                                                                    | Cilvaringz      | 0:39    |
| 2.  | „Wu-Tang Martial Expert” (gośc. RZA)                                                             | Moongod Allah   | 2:51    |
| 3.  | „The Weeping Tiger” (gośc. Ghostface Killah, RZA, Raekwon)                                       | RZA             | 3:31    |
| 4.  | „Sheherezad, My Beloved (The Greatest Love Story Ever Told - Chapter I)”                         | Cilvaringz      | 4:37    |
| 5.  | „Death To America”                                                                               | Cilvaringz, RZA | 3:38    |
| 6.  | „In The Name Of Allah” (gośc. Killah Priest, Method Man, Masta Killa, RZA, Shabazz the Disciple) | Cilvaringz, RZA | 7:29    |
| 7.  | „Jewels” (gośc. GZA)                                                                             | RZA             | 3:32    |
| 8.  | „Brothers Ain't Brothers”                                                                        | Bronze Nazareth | 4:00    |
| 9.  | „Blazing Saddles” (gośc. Blue Raspberry, Killarmy)                                               | Cilvaringz      | 2:41    |
| 10. | „Caravanserai - Chapter I” (gośc. Raekwon)                                                       | RZA             | 0:44    |
| 11. | „Damascus”                                                                                       | True Master     | 2:56    |
| 12. | „Caravanserai - Chapter II” (gośc. Raekwon, Salah Edin)                                          | Cilvaringz, RZA | 1:07    |
| 13. | „Two Missed Calls... (Skit)”                                                                     | Mathematics     | 1:21    |
| 14. | „Dart Tournament” (gośc. Killa Sin, Blue Raspberry)                                              | Cilvaringz      | 2:49    |
| 15. | „The Saga...”                                                                                    | Cilvaringz      | 4:39    |
| 16. | „Forever Michael (Wacko Tablo)”                                                                  | RZA             | 3:13    |
| 17. | „Elephant Juice”                                                                                 | 4th Disciple    | 5:02    |
| 18. | „Deaf, Dumb & Blind”                                                                             | 4th Disciple    | 4:40    |
| 19. | „Warriors & Poets (Skit)”                                                                        | Cilvaringz      | 1:26    |
| 20. | „Valentine Day Massacre” (gośc. Sunz of Man, 9th Prince, Blue Raspberry)                         | Moongod Allah   | 4:59    |
| 21. | „Poison Ring Chamber (Outro)”                                                                    | Barracuda       | 0:38    |
|     |                                                                                                  |                 | 1:06:32 |

Użyte sample
- „Poison Ring Chamber (Intro)”
  - Dialogi z filmu Invincible Pole Fighter (1983)
- „Wu-Tang Martial Expert”
  - Dr. Lonnie Smith - „Spinning Wheel”
  - Wu-Tang Clan - „Protect Ya Neck”
  - Muzyka i dialogi z filmu Ten Tigers from Kwangtung (1979)
  - Dialogi z filmu Kid with the Golden Arms (1979)
- „The Weeping Tiger”
  - Petula Clark - „Bang Bang (My Baby Shot Me Down)”
- „Sheherezad, My Beloved (The Greatest Love Story Ever Told - Chapter I)”
  - Walter Jackson - „Speak Her Name”
  - Method Man - „All I Need”
  - Raekwon - „Ice Cream”
- „In The Name Of Allah”
  - George Semper - „Get Out of My Life, Woman”
  - The Dramatics - „In the Rain”
- „Jewels”
  - Carla Thomas - „How Can You Throw My Love Away”
- „Blazing Saddles”
  - Bad & Good Boys - „We Got Soul”
- „Caravanserai - Chapter II”
  - Wu-Tang Clan - „Wu-Tang: 7th Chamber”
  - Salah Edin - „Intif'ada”
- „The Saga...”
  - David Porter - „Can't See You When I Want To”
  - Dialogi z filmu Executioners from Shaolin (1977)
- „Elephant Juice”
  - Kool and the Gang - „N.T.”
- „Deaf, Dumb & Blind”
  - Peter Nero - „Love Theme From "Romeo and Juliet" (A Time for Us)”
- „Poison Ring Chamber (Outro”
  - Dialogi z filmu 5 Element Ninjas (1982)